# Spodnja Dobrava (gmina Radovljica)
Spodnja Dobrava – wieś w Słowenii, w gminie Radovljica. W 2018 roku liczyła 46 mieszkańców.